# Gorses
Gorses település Franciaországban, Lot megyében. Lakosainak száma 340 fő (2022. január 1.). Gorses Ladirat, Latouille-Lentillac, Latronquière, Lauresses, Montet-et-Bouxal, Saint-Cirgues, Saint-Médard-Nicourby, Sénaillac-Latronquière, Terrou és Sousceyrac-en-Quercy községekkel határos.

## Népesség
A település népességének változása:
| Lakosok száma | 650  | 554  | 511  | 344  | 322  | 319  | 325  | 327  | 329  | 340  |
|               | 1968 | 1982 | 1990 | 2006 | 2013 | 2015 | 2017 | 2019 | 2020 | 2022 |